# NDTV Chapecó
NDTV Chapecó é uma emissora de televisão brasileira sediada em Chapecó, cidade do estado de Santa Catarina. Opera no canal 10 (30 UHF digital), e é afiliada à Record. Integra a NDTV, rede de televisão de Santa Catarina pertencente ao Grupo ND.

## História
Em 24 de janeiro de 1985, Mário Petrelli formou uma sociedade para concorrer a um segundo canal de televisão em Chapecó, outorgado em 21 de março de 1986 pelo presidente José Sarney. A TV O Estado entrou no ar em 1987, inicialmente afiliada à Rede Manchete e fazendo parte do Sistema Sul de Comunicação, encabeçado pela TV Independência de Curitiba, Paraná. Posteriormente, após conquistar uma outorga na capital catarinense, acabou compondo em 1989 o Sistema Catarinense de Comunicações, juntamente com a TV O Estado de Florianópolis e a TV Planalto de Lages (esta última pertencente ao empresário Roberto Amaral), todas afiliadas ao SBT.
Em 1997, Petrelli desfez a parceria com Amaral, e tanto a TV O Estado de Chapecó quanto a de Florianópolis passaram a operar de forma separada da TV Planalto, iniciando sua própria rede regional. Em 1.º de dezembro de 2000, foi criada a Rede SC, e com isso, a TV O Estado passou a se chamar Rede SC Chapecó.
A Rede SC permaneceu até outubro de 2007, quando o Grupo Petrelli de Comunicação rompeu a afiliação com o SBT e se afiliou à Rede Record de São Paulo. Em fevereiro de 2008, o grupo empresarial de comunicação da família Petrelli passou a se chamar RIC TV, transmitindo a programação da rede de Edir Macedo.
Em 3 de dezembro de 2019, com o desmembramento do Grupo RIC em Santa Catarina e com a criação da NDTV, passou a se chamar NDTV Chapecó.
Em 12 de março de 2021, Fabiana Nascimento deixou a apresentação do Ver Mais e a NDTV Chapecó para seguir outros projetos. Com a sua saída, o programa foi assumido por Tata Fromholz.

## Sinal digital
| Canal virtual | Canal digital | Resolução de tela | Programação                                    |
| ------------- | ------------- | ----------------- | ---------------------------------------------- |
| 10.1          | 30 UHF        | 1080i             | Principal programação da NDTV Chapecó / Record |

A emissora iniciou suas transmissões digitais em 9 de novembro de 2015, através do canal 30 UHF para Chapecó e áreas próximas. Em 30 de julho de 2019, os telejornais e programas da emissora passaram a ser produzidos em alta definição.